# Aquilariaceae
Aquilariaceae is een botanische naam, voor een familie van tweezaadlobbige planten. Een familie onder deze naam wordt zo af en toe erkend door systemen voor plantentaxonomie. Indertijd werd een dergelijke familie erkend door De Candolle (in de spelling Aquilarineae), alwaar ze deel uitmaakte van de Calyciflorae.
Indien erkend bestaat de familie uit enkele tientallen soorten bomen in de tropen van de Oude Wereld. Meestal worden de betreffende planten ingedeeld in de familie Thymelaeaceae.